# Кабраль, Мануэль дель

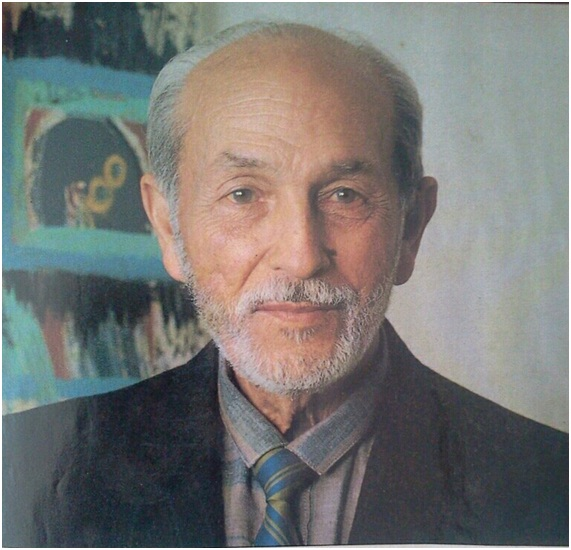

Мануэль дель Кабраль Таварес (исп. Manuel del Cabral Tavárez; 7 марта 1907, Сантьяго-де-лос-Трейнта-Кабальерос — 14 мая 1999, Санто-Доминго) — доминиканский поэт и прозаик.

## Биография
Родился в старинной креольской семье с глубокими политическим традициями: два его прадеда (Буэнавентура Баэс Мендес и Хосе Мария Кабраль-и-Луна) были несколько раз президентами Доминиканской Республики, а дед Маркос Кабраль Фигередо непродолжительное время возглавлял Правящую хунту. Во 2-й половине XX века президентом страны был и троюродный племянник поэта — Дональд Рейд Кабраль.
Дипломат, значительную часть жизни прожил в Европе и США. В разные годы был послом в США, Колумбии, Перу, Бразилии, Чили, Испании и Аргентине. В последней попросил политического убежища. Долгие годы работал в Буэнос-Айресе, где опубликовано большинство его книг.

## Творчество
Крупнейший представитель афро-антильской поэзии. Его обычно сопоставляют с такими фигурами, как Николаc Гильен и Луис Палес-Матос.

## Произведения
- 12 чёрных стихотворений / 12 poemas negros. — 1935.
- Биография тишины / Biografía de un silencio. — 1940.
- Чёрный тропик / Trópico Negro. — 1942.
- Compadre Mon. — Espiral, Colombia, 1943.
- Chinchina Busca el Tiempo. — Buenos Aires: Perlado, 1945 (переизд.: Santo Domingo: Ed. de Colores, 1998).
- С этой стороны моря/ De Este Lado del Mar. — Ciudad Trujillo: Impresora Dominicana, 1949.
- Antología Tierra (1930—1949). — Madrid: Ediciones Cultura Hispánica, 1949.
- Carta a Rubén. — Madrid, 1950.
- Тайные постояльцы / Los Huéspedes Secretos. — Madrid, 1950 (переизд.: Santo Domingo: Ed. Corripio, 1988).
- Segunda Antología Tierra (1930—1951). — Madrid: Gráficas García, 1951.
- 30 парабол/ 30 Parábolas. — Buenos Aires: Lucania, 1956.
- Antología Clave (1930—1956). — Buenos Aires: Losada, 1957.
- 14 Nudos de Amor. — Buenos Aires: Losada, 1963.
- El Escupido. — Buenos Aires: Quintaria, 1970 (переизд.: Santo Domingo: Ed. de Colores, 1987).
- El Presidente Negro. — Buenos Aires: Ediciones Carlos Lohlé, 1973 (переизд.: Santo Domingo: Canahuate, 1990).
- Poemas de Amor y Sexo. — Buenos Aires: Ediciones de la Flor, 1974.
- Рассказы/ Cuentos. — Buenos Aires: Ediciones Orión, 1976.
- Antología Tres. — Santo Domingo: Editora Universitaria, 1983.
- Obra Poética Completa. — Santo Domingo: Ed. Alfa & Omega, 1987.
- Antología Poética. — Buenos Aires: E. Biblioteca Nacional, 1998.
- Antología de Cuentos. — Buenos Aires: E. Biblioteca Nacional, 1998.

## Признание
Национальная премия по литературе (1992).

## Публикации на русском языке
- Поэзия Латинской Америки. — М.: Художественная литература, 1975. — С. 243—248 (пер. С. Гончаренко).